# Несвижское восстание
Несвижское восстание — антикоммунистическое вооруженное восстание в Несвиже 15—17 марта 1919 года за присоединение города к Польской Республике. Из-за переоценки повстанцами скорости продвижения польской армии восстание было подавлено, а организаторы расстреляны. В память о восстании установлены два памятника, один из них сохранился до наших дней на территорий старого католического кладбище.

## История восстания

### Причины
В декабре 1918 года немецкие войска, почти десять месяцев оккупировавшие большую часть Беларуси во время Первой мировой войны, начали отход, и власть в городе перешла к Советам. После захвата имения Малева лошадей отобрали и создали кавалерийскую часть Красной Армии. Этот отряд под предводительством Андрея Прокопчука двинулся к местечке Лань, где арестовали избранного председателя волостного совета эсеров Кадебского и сформировали из его членов революционный комитет, а затем направился к Несвижу. Андрей Прокопчук стал там первым комендантом после ухода немцев. Отряд чекистов под руководством Солдатова, который установил в городе диктатуру, начал аресты недовольных, наложил контрибуцию и разогнал местный ревком, но в январе 1919 года с помощью регулярной советской армии был разоружен, а собранная контрибуция исчезла.
В феврале 1919 года началась польско-советская война и польская армия начала теснить Красную Армию на восток. Учащиеся местной гимназии объединились в тайную организацию и приняли решение о восстании и освобождение города из рук большевиков еще перед приходом польских войск.

### События
Оргкомитет восстания возглавил учитель латыни Мечислав Волнистый (иногда его ошибочно называют директором)   . Первоочередной задачей был сбор оружия, которое старшеклассники тайно приносили из родительских домов и окрестных деревень. Удалось собрать около 30 винтовок и несколько револьверов, за сохранение которых был ответственный служащий магистрата Поликарп Коляда. По словам историка Андрея Блинчика, у повстанцев не было четкого плана действий, они больше надеялись на оружие..
В начале марта советским властям было известно о подготовке восстания, но председатель исполкома Файнберг считал, что нет оснований для дальнейших репрессий, хотя комиссары Стыкут и Розенблюм предложили провести аресты. В том самом времени фронт приближался и в окрестностях начали появляться польские конные отряды «легионеров», которые проводили диверсии в тылах Красной Армии. В результате 13 марта советский 9-й пограничный полк, находившийся в Несвиже, был отправлен на фронт, а в городе остался небольшой отряд Прокопчука и некоторое количество милиционеров.
В ночь с 14 на 15 марта 1919 года «легионеры» неожиданным рейдом овладели местечко Синявка в 35 км от Несвижа, а затем направились в сторону Клецка и Снова. Из-за этого в окрестностях ходили слухи, что наступление идет уже на Бобруйск и Минск, а отряд Прокопчука был выслан навстречу польским разъездом. Кто-то в окрестностях увидел разъезд и услышал словно польские войска уже скоро будут в городе, поэтому повстанцы решили действовать.
В ночь с 15 на 16 марта повстанцы заняли самые важные здания города и ликвидировали местный совет  . Некоторых милиционеров поймали спящими в своих квартирах и обезоружили. Оставшись без армии, местные большевики пытались бороться, но в ходе боя были убиты председатель исполкома Фейнберг, комиссары Розенблюм и Гринблат, председатель ЧК Татур. Над ратушей был поднят польский флаг. Военное командование было возложено на Мечислава Волнистого, на дорогах были расставлены патрули, была организована комендатура. Однако дальнейшей защиты повстанцы не организовывали и надеялись на быстрый приезд польских кавалеристов, не зная, что те не собирались идти на город.
В это время советский отряд Прокопчука вернулся в Несвиж, но тут же отступил, так как инициатива была в руках повстанцев. В деревне Рудавка, находившейся в 4 километрах от Несвижа, была установлена телеграфная связь с Минском, откуда Прокопчук получил приказ от комиссара Кривошеина никуда не двигаться и ждать бронепоезд вместе с ротой солдат. Около пяти часов вечера 16 марта обещанная рота с двумя пулеметами присоединилась к отряду Прокопчука и двинулась на город. После нескольких часов перестрелки у повстанцев кончились боеприпасы и они отступили в центр города. В результате отсутствия помощи и руководства каждый должен был спасаться самостоятельно.
К утру понедельника17 марта 1919 года, восстание было окончательно ликвидировано.

## Итоги и оценки восстания

### Последствия
После занятия города ЧК арестовала руководителей восстания — Мечислава Волнистого (преподавателя латыни), Поликарпа Коляду (чиновника мирового судьи), Юзефа Янушкевича (чиновника княжеского дворца), Константина Шидловского и Станислава Ивановского ( счетовод администрации Радзивиллов). Их перевезли в старый бенедиктинский монастырь, который большевики использовали как тюрьму, а позже, 24 марта 1919 года, расстреляли в лесу за городом.  Большую часть арестованных выпустили через различные сроки: кто-то пробыл в заключении десять дней, кто — то- два месяца.

### Оценки восстания
- Советский комиссар Кривошеин, известный разгоном Первого Всебелорусского съезда, в своем докладе отмечал: «Вместо регулярных войск в Несвиже мы встретили жалких легионеров и бойскаутов. Хватило 80 хорошо вооруженных коммунистов, чтобы выгнать бандитов из Несвижа. При подходе красноармейцев белые, мамкины сынки, боязливые бойскауты разбегались, как трусливые зайцы».[2] .
- Один из участников антикоммунистического восстания оценил его так: «Группа молодых людей не имела шансов на победу, но они мужественно защищали город в течение нескольких часов. Наконец, большая их часть отступила в сторону Альбы, а оттуда — на запад, на соединение с дивизиями Войска Польского. Другие перебрались по окрестностям, чтобы спрятаться от репрессий».[2] .

### Сообщения в прессе
- Варшавский «Kurier Poranny» писал: ««Большевистские войска начали осуществлять чудовищные эксцессы. Всех рубили и все курили. Расстреляно свыше 50 человек, в том числе ксендзы Станислав Рокош, Винцент Годлевский и директор гимназии Марьян Масониус. Деревни Славков и Качановичи были сожжены для укрытия беженцев, каждый десятый житель расстрелян, женщины изнасилованы, все возможное конфисковано. Католическое население Несвижа обречено на голодную смерть».[3]
- Советская газета «Звезда» сообщала: «…наши части Красной Армии вошли в город и арестовали виновных, которые были расстреляны на месте. Всего было расстреляно более 100 человек. Их имущество конфисковано».

### Принадлежность к восстанию
- По словам историка Андрея Блинца, восстание в Несвиже носило отчетливо польский характер.

## Память
- После окончания польско-советской войны, когда Несвиж вошел в состав Польской Республики, в городе были установлены два памятника в память о жертвах восстания. Один из них находился в центре города и был разрушен во время Великой Отечественной войны. Второе — надгробие на католическом кладбище в Несвиже, установленное 24 марта 1926 года на могиле организаторов восстания. Его спонсорами были ученики и учителя местной гимназии. После 1990 года он был отремонтирован и существует до сегодняшнего времени. Имеет форму большого, четырехстороннего креста из красного гранита, на котором написаны фамилии расстрелянных, дата смерти и цитата польского поэта Яна Кохановского: « A ijsły komu droga otwarta do nieba, Tym, co szążą ojczyźnie "(бел. небо, то оно для тех, кто служит Родине "). После 1944 года надпись pomordowani przez bolszewików (бел. убит большевиками )  .
- В межвоенный период, когда Несвиж входил в состав Польской республики, восстание стало неотъемлемой частью патриотического воспитания.
- До сентября 1939 года в актовом зале Несвижской гимназии имени Владислава Сырокомли висел большой портрет Мечислава Волнистого.